# Брестский радиотехнический завод
Брестский радиотехнический завод (ОАО «БРТЗ»; бел. Брэсцкі радыётэхнічны завод) — белорусское предприятие, расположенное в Бресте.

## История
Завод был основан в 1988 году как структурное подразделение по производству спецтехники Брестского производственного объединения средств вычислительной техники Министерства радиопромышленности СССР. В 1992 году началась конверсия предприятия, и завод был перепрофилирован на выпуск товаров народного потребления. С 1997 года — самостоятельное предприятие в форме открытого акционерного общества. По состоянию на 2005 год завод занимался сборкой персональных компьютеров и блоков питания, производством абонентских громкоговорителей, устройств поездного вещания, электроплиток, радиоприёмников.

## Современное состояние
Завод производит установки поездного вещания, усилительные переговорно-коммутационные устройства, усилители проводного вещания, бытовые переключатели, электроплитки, электрогрелки, электроматрасы, электроодеяла, абонентские громкоговорители. Также завод осуществляет сборку персональных компьютеров и вычислительных комплексов под торговой маркой «Буг».
Стоимость чистых активов завода на 1 января 2020 года составила 1,8 млн руб. (ок. 900 тыс. долларов), выручка от реализации продукции в 2019 году — 4,7 млн руб. (2,3 млн долларов), чистая прибыль — 221 тыс. руб. (100 тыс. долларов), рентабельность реализованной продукции — 4,5%. В 2019 году завод произвёл 641 персональный компьютер, 59 вычислительных комплексов, 11,5 тыс. электроплиток, 39,2 тыс. электрогрелок всех видов, 60,9 тыс. угольных фильтров, 176 тыс. кнопочных переключателей, 6,7 тыс. бытовых настенных электрообогревателей, 880 тыс. электрических свечей розжига. В 2015 году завод производил также другую продукцию: электрические звонки (3 тыс.), громкоговорители (1,1 тыс.), постельное бельё (10 тыс. комплектов). В начале 2010-х годов на заводе работало 200 человек, в 2013 году — 155 человек, в 2019 году — 121 человек.
В 2016 году сообщалось о планах привлечения инвесторов на завод Госкомитетом Республики Беларусь по имуществу.